# 平石弁蔵
平石 弁蔵（ひらいし べんぞう、1873年(明治6年) - 1942年(昭和17年)）は、大日本帝国陸軍軍人。最終階級は陸軍歩兵少佐。『会津戊辰戦争』の著者として知られる。

## 概要
父は旧会津藩士・平石甚五郎。平石は再建された会津中学の1回生で、松江春次は同級生である。中途退学し1893年(明治26年)陸軍教導団歩兵科生徒隊に入団。翌年、歩兵第17連隊附二等軍曹となる。日清戦争を迎え、橋頭集、楊家屯、羊亭集と歴戦し、一等軍曹へ昇進した。戦役中は台湾へも渡っている。帰国後歩兵第32連隊附等を務め、曹長として陸軍士官学校に勤務し、陸軍経理学校軍吏学生に採用された。のち日露戦争に出征し、少佐まで昇進している。
稚松会若松支部幹事、会津中学の教員を務める傍ら戊辰戦争の調査を行い、1917年(大正6年)、『会津戊辰戦争』を出版した。